# 180a Brigada Mixta (Exèrcit Popular de la República)
La 180a Brigada Mixta va ser una unitat de l'Exèrcit Popular de la República que va combatre en la Guerra Civil Espanyola.

## Historial
La unitat va ser creada el 30 d'abril de 1938 en el front d'Andalusia, sent assignada a la 54a Divisió del IX Cos d'Exèrcit. El comandament va recaure en el major de milícies Francisco Fervenza Fernández, veterà de la campanya del Nord.
El 12 de juny la brigada va ser enviada al costat de la resta de la divisió al front de Castelló, quedant destinada en la línia XYZ. El 21 de juliol la 180a BM va entrar en combat, produint-se una cruenta lluita amb les forces franquistes que avancen cap a València. El 720è batalló es distingiria especialment durant aquestes operacions. Després del començament de la batalla de l'Ebre els combats van remetre. A l'agost el comandament de la brigada va ser assumit pel major de milícies Manuel Chaves.
Durant la resta de la contesa no arribaria a tenir un rol militar rellevant.

## Comandaments
Comandants en Cap
- Major de milícies Francisco Fervenza Fernández;
- Major de milícies Manuel Chaves;